# (834) Burnhamia
(834) Burnhamia es un asteroide perteneciente al cinturón de asteroides descubierto el 20 de septiembre de 1916 por Maximilian Franz Wolf desde el observatorio de Heidelberg-Königstuhl, Alemania.
Está nombrado en honor del astrónomo estadounidense Sherburne Wesley Burnham (1838-1921).